# 屋根裏のエイリアン
『屋根裏のエイリアン』（原題: Aliens in the Attic）は、カナダ、アメリカ合衆国の映画。

## あらすじ
小さくて凶暴なエイリアンたちが流星雨にのってある家屋に住み着きだした。
ある日、ピアソン一家が別荘としてその家屋を訪れ、一家の一人であるトムが屋根裏にいるエイリアンたちを見つけた。
エイリアンたちは人間操縦装置を用いて、トムの姉ベサニーの彼氏であるリッキーを操って、一家を襲いだした。
子供たちは最初は劣勢だったが、装置が子供に効かないことが判明すると、反撃に乗り出した。

## キャスト
| 役名                         | 俳優                         | 日本語吹替 |
| ---------------------------- | ---------------------------- | ---------- |
| トム・ピアソン               | カーター・ジェンキンス       | 浅沼晋太郎 |
| ジェイク・ピアソン           | オースティン・バトラー       | 浜田賢二   |
| ベサニー・ピアソン           | アシュリー・ティスデール     | 世戸さおり |
| ハンナ・ピアソン             | アシュリー・ボーチャー       | 松久保いほ |
| アート・ピアソン             | ヘンリー・ヤング             | 根本圭子   |
| リー・ピアソン               | リーガン・ヤング             |            |
| ナナ・ローズ・ピアソン       | ドリス・ロバーツ             | 鈴木れい子 |
| リッキー・ディルマン         | ロバート・ホフマン           | 土田大     |
| スチュアート・ピアソン       | ケヴィン・ニーロン           | 星野充昭   |
| ニナ・ピアソン               | ジリアン・ヴィグマン         |            |
| ネイサン・ピアソン           | アンディ・リクター           | 茶風林     |
| ダグ・アームストロング保安官 | ティム・メドウス             |            |
| ジュリー                     | マリース・ジョー             |            |
| テイザー（声）               | トーマス・ヘイデン・チャーチ | 谷昌樹     |
| スパークス（声）             | ジョシュ・ペック             | 林勇       |
| スキップ（声）               | J・K・シモンズ               |            |
| レイザー（声）               | カリ・ウォールグレン         |            |